# Pavel Savitskiy
Pavel Alehavich Savitskiy (en bielorruso: Савицкий Павел Олегович; Grodno, Bielorrusia, 12 de julio de 1994) es un futbolista bielorruso que juega de extremo en el F. C. Neman Grodno de la Liga Premier de Bielorrusia.

## Trayectoria
Gran parte de su carrera en su país, concretamente en el F. C. Neman Grodno de su ciudad natal. En 2014 jugó cedido en el Jagiellonia Białystok polaco.

## Selección nacional
Debutó con la selección de Bielorrusia el 18 de mayo de 2014 ante Irán en un amistoso.

## Clubes
| Club                           | País        | Año       |
| ------------------------------ | ----------- | --------- |
| F. C. Neman Grodno             | Bielorrusia | 2011-2017 |
| Jagiellonia Białystok (cedido) | Polonia     | 2015      |
| F. C. Dinamo Brest             | Bielorrusia | 2018-2020 |
| F. C. Ruj Brest                | Bielorrusia | 2021-2022 |
| F. C. Neman Grodno             | Bielorrusia | 2022-     |

## Palmarés

### Títulos nacionales
| Título                      | Club               | País        | Año     |
| --------------------------- | ------------------ | ----------- | ------- |
| Supercopa de Bielorrusia    | F. C. Dinamo Brest | Bielorrusia | 2018    |
| Copa de Bielorrusia         | F. C. Dinamo Brest | Bielorrusia | 2017-18 |
| Supercopa de Bielorrusia    | F. C. Dinamo Brest | Bielorrusia | 2019    |
| Liga Premier de Bielorrusia | F. C. Dinamo Brest | Bielorrusia | 2019    |
| Supercopa de Bielorrusia    | F. C. Dinamo Brest | Bielorrusia | 2020    |
| Copa de Bielorrusia         | F. C. Neman Grodno | Bielorrusia | 2023-24 |
| Copa de Bielorrusia         | F. C. Neman Grodno | Bielorrusia | 2024-25 |

### Distinciones individuales
| Distinción                                        | Año     |
| ------------------------------------------------- | ------- |
| Máximo goleador de la Liga Premier de Bielorrusia | 2017-18 |